# Calomarde (Espagne)
Pour les articles homonymes, voir Calomarde.
Calomarde est une commune d’Espagne, dans la province de Teruel, communauté autonome d'Aragon, comarque de la Sierra de Albarracín.